# Jurassic World - Il dominio
Jurassic World - Il dominio (Jurassic World Dominion) è un film del 2022 co-scritto e diretto da Colin Trevorrow.
La pellicola è il sequel di Jurassic World - Il regno distrutto (2018) e il sesto film del franchise di Jurassic Park, ed è stato pensato non solo come finale della trilogia iniziata con il film Jurassic World (2015), ma anche come conclusione della storia iniziata nel 1993 con il film Jurassic Park diretto da Steven Spielberg.
Chris Pratt, Bryce Dallas Howard, BD Wong, Daniella Pineda, Justice Smith, Isabella Sermon e Omar Sy riprendono i loro ruoli dai precedenti film della serie, insieme a Laura Dern, Jeff Goldblum e Sam Neill che ritornano per la prima volta insieme dai tempi dell'originale Jurassic Park. Il film è ambientato quattro anni dopo gli eventi de Il regno distrutto, in un mondo in cui i dinosauri convivono con gli esseri umani. La storia segue Owen Grady e Claire Dearing in una missione di salvataggio, mentre Alan Grant, Ellie Sattler e Ian Malcolm cercano di smascherare una cospirazione orchestrata dalla società di genomica Biosyn. La pianificazione del film è iniziata nel 2014, prima dell'uscita di Jurassic World. Le riprese si sono svolte tra febbraio e novembre 2020 in Canada, Inghilterra e Malta.
Jurassic World - Il dominio è stato presentato in anteprima a Città del Messico il 23 maggio 2022 e distribuito negli Stati Uniti da Universal Pictures il 10 giugno. Sebbene abbia ricevuto recensioni generalmente negative dalla critica, un'edizione estesa inclusa nell'home video è stata accolta più positivamente. Come i suoi predecessori, il film è stato un grande successo al botteghino, incassando 1 miliardo di dollari a livello globale e diventando il terzo film di maggior incasso del 2022. Ha avuto un sequel stand-alone, Jurassic World - La rinascita, uscito nel 2025.

## Trama
Quattro anni dopo la catastrofica eruzione vulcanica di Isla Nublar e l'incidente alla Tenuta Lockwood, i dinosauri vagano liberamente per la terraferma causando sconvolgenti danni ambientali e morti. Per combattere il crescente bracconaggio illegale e il giro d'affari che si è creato intorno a questo, il Congresso degli Stati Uniti ha concesso i diritti esclusivi per la cattura dei dinosauri alla Biosyn Genetics. Sotto la direzione del CEO Lewis Dodgson, la Biosyn ha creato un rifugio per i dinosauri nei pressi del proprio centro di ricerca situato in una valle delle Dolomiti; qui la Biosyn conduce controversi esperimenti segreti, ma le sue attività vengono pubblicizzate nel mondo come ricerche dirette alla scoperta di applicazioni farmacologiche e agronomiche rivoluzionarie.
Claire Dearing, Zia Rodriguez e Franklin Webb, ancora con il Dinosaur Protection Group (DPG), indagano sui siti di riproduzione illegali dei dinosauri catturati col bracconaggio, salvando un cucciolo di Nasutoceratops dai bracconieri. Owen Grady lavora come cowboy, aiutando a raccogliere i dinosauri sparsi per il territorio americano, tra cui un branco di Parasaurolophus. Lui e Claire vivono in una sperduta casetta tra le montagne della Sierra Nevada, crescendo segretamente la quattordicenne Maisie Lockwood, la nipote clonata di Benjamin Lockwood, con lo scopo di proteggerla dalla Biosyn che vuole studiare il suo DNA per qualche progetto nefasto. Il Velociraptor addestrato da Owen, Blue, compare inaspettatamente con un cucciolo riprodotto in modo asessuato, che Maisie chiama Beta. Essendo diventata sempre più frustrata a causa degli anni passati vivendo in isolamento, Maisie si allontana di soppiatto da Claire e Owen, ignara che gli agenti della Biosyn siano riusciti a rintracciarla. Questi ultimi rapiscono la ragazza e catturano anche Beta.
Altrove si è intanto alle prese con delle misteriose locuste giganti, comparse inspiegabilmente, le quali, spostandosi in grandi sciami, spazzano via i raccolti. Chiamata ad analizzare il fenomeno, la paleobotanica Ellie Sattler osserva che le colture ottenute con semi prodotti dalla Biosyn non vengono consumate, sollevando in lei il sospetto che sia stata la compagnia genetica ad aver creato le locuste in modo da garantirsi il controllo della produzione alimentare mondiale. Per esserne certa, ad Ellie servono ulteriori prove che dovrà raccogliere nel centro di ricerca della Biosyn; riesce a trovare l'occasione quando riceve un invito del vecchio amico Ian Malcolm, che lavora presso il centro come conferenziere. Servendole un testimone fidato, Ellie chiede aiuto al vecchio collega e amico, il paleontologo Alan Grant, per intrufolarsi nel centro di ricerca della Biosyn.
Franklin, che ora lavora presso l'unità della CIA incaricata di occuparsi dei dinosauri, scopre che Maisie e Beta sono state portate a Malta dai bracconieri. Claire e Owen arrivano sull'isola e si infiltrano in un mercato nero di dinosauri. Quando le autorità lanciano un'incursione, i dinosauri predatori si scatenano, causando il caos. Soyona Santos, una mercenaria al servizio di Dodgson, per salvarsi libera i suoi quattro Atrociraptor addestrati e li aizza contro Owen e Claire, costringendo i due a fuggire da questi ultimi. Barry Sembène, l'ex collega al Jurassic World di Owen che lavora ora sotto copertura a Malta, viene a sapere che Maisie e Beta stanno per essere portate nell'isolato centro di ricerca della Biosyn nelle Dolomiti. Kayla Watts, una pilota di cargo al servizio della Biosyn, si offre (dopo essere venuta a conoscenza della vicenda del rapimento di Maisie) di portare Claire e Owen lì a bordo di un aereo, dopo che i tre sono riusciti a salvarsi dal gruppo di Atrociraptor con una fuga precipitosa.
Il teorico del caos Ian Malcolm, che lavora presso il centro di ricerca Biosyn, aveva recapitato l'invito ad Ellie per rivelarle le attività criminose del CEO Lewis Dodgson, dopo esserne stato informato dal direttore delle comunicazioni Ramsay Cole. Gli era stato rivelato che il genetista dell'azienda, il dottor Henry Wu, aveva creato le locuste geneticamente modificate per far sì che distruggano solo i raccolti ottenuti con semi non prodotti dalla Biosyn, in modo da garantirsi il controllo dell'approvvigionamento alimentare mondiale. Wu ora si è pentito di questo piano, poiché causerebbe carestia globale visto che le locuste si stanno diffondendo incontrollate. Wu incontra Maisie e spiega che Charlotte Lockwood, la figlia di Benjamin Lockwood ed ex collega di Wu, aveva usato il proprio DNA per concepire in modo asessuato, dando alla luce Maisie geneticamente identica. Aveva alterato il DNA di Maisie per impedirle di ereditare la malattia mortale che aveva. Wu crede che il DNA di Maisie e Beta sia la chiave per creare un agente patogeno che fermerà il propagarsi delle locuste.
L'aereo guidato da Kayla raggiunge intanto lo spazio aereo della vallata Biosyn; Dodgson (sospettando che la pilota trasporti di nascosto Owen e Claire) fa in modo che un Quetzalcoatlus attacchi il velivolo, facendolo precipitare. Owen e Kayla hanno un atterraggio di fortuna su un lago ghiacciato, dove si trovano ad affrontare un Pyroraptor con un'ottima abilità al nuoto, riuscendo a sfuggirgli. Claire si era paracadutata nella valle poco prima che l'aereo precipitasse e si ritrova isolata dai suoi compagni e sperduta nella foresta; qui riesce a scampare (immergendosi in uno stagno) ad un Therizinosaurus cieco, erbivoro ma estremamente aggressivo, il quale aveva falciato a morte un cervo davanti ai suoi occhi.
Nel frattempo, Ellie e Alan riescono ad accedere (grazie ad un lasciapassare elettronico a loro fornito di nascosto da Malcolm) a un laboratorio riservato della Biosyn e a rubare un campione di DNA di locuste. Tra i corridoi del centro di ricerca incontrano Maisie (che poco prima era riuscita a scappare da un laboratorio), la quale si unisce a loro per fuggire dal quartiere Biosyn. Owen e Kayla si trovano poi ad osservare una breve lotta per una carcassa di cervo tra il Tyrannosaurus di Isla Nublar ed un Giganotosaurus, ritenuto il predatore alfa della valle. Venuto a scoprire dell'intrusione di Alan ed Ellie nel laboratorio, Dodgson fa in modo che i due e Maisie finiscano bloccati in una miniera di ambra abbandonata, dove ad attenderli vi è un gruppo di Dimetrodon. Vengono fortunosamente salvati da Malcolm, che li fa uscire dalla miniera grazie all'aiuto esterno di Ramsay. Nel frattempo Claire (dopo essere stata quasi uccisa da un Dilophosaurus, venendo all'ultimo salvata da Owen) si riunisce a Owen e Kayla.
Avendo capito di essere stato smascherato nei suoi piani, Dodgson ordina di incenerire le locuste nel laboratorio in modo da distruggere ogni prova della loro creazione, ma queste scappano e provocano un incendio boschivo, costringendo ad un'evacuazione degli animali in tutto il sito. Il gruppo di Alan, Ellie, Ian e Maisie riesce ad unirsi a quello di Owen, Claire e Kayla. Il gruppo al completo si ritrova ad affrontare il Giganotosaurus, riuscendo a salvarsi salendo su una struttura di osservazione e facendo battere in ritirata l'animale.
Nel frattempo, Dodgson tenta la fuga con degli embrioni di dinosauro a bordo di un hyperloop; quando il veicolo viene dirottato, rimane intrappolato nel tunnel sotterraneo e successivamente ucciso da tre Dilophosaurus. Gli impianti elettronici richiamano i dinosauri per proteggerli dall'incendio, mentre Owen, Alan e Maise trovano e sedano Beta. Si dirigono insieme al Dr. Wu alla zona di atterraggio dell'elicottero guidato da Kayla che li farà fuggire dalla valle. Il gruppo si trova ad assistere ad uno scontro finale tra il Giganotosaurus ed il Tyrannosaurus di Isla Nublar che si conclude con l'uccisione del primo da parte del secondo e del Therizinosaurus.
Alan trova il coraggio di rivelare a Ellie i suoi sentimenti per lei e i due iniziano una relazione prima di testimoniare insieme a Ian e Ramsay nel processo contro la Biosyn. Owen, Claire e Maisie tornano a casa e restituiscono Beta a Blue. Wu scopre e rilascia un agente patogeno per rendere innocue le locuste. In tutto il mondo, i dinosauri si adattano per coesistere con gli animali moderni, mentre le Nazioni Unite dichiarano la valle della Biosyn una riserva protetta per i dinosauri.

## Personaggi
- Owen Grady, interpretato da Chris Pratt: etologo, ex veterano della Marina statunitense ed ex dipendente di Jurassic World, responsabile dell'addestramento dei Velociraptor. È il compagno di Claire e padre adottivo di Maisie.[2]
- Claire Dearing, interpretata da Bryce Dallas Howard: ex direttrice operativa di Jurassic World e fondatrice del Dinosaur Protection Group. È la compagna di Owen e madre adottiva di Maisie.[2]
- Ellie Sattler, interpretata da Laura Dern: paleobotanica e consulente, ha visitato il Jurassic Park originale creato da John Hammond.[3]
- Ian Malcolm, interpretato da Jeff Goldblum: matematico esperto di teoria del caos, ex consulente del Jurassic Park e figura centrale nell'incidente di San Diego narrato in Il mondo perduto - Jurassic Park (1997).[3]
- Alan Grant, interpretato da Sam Neill: paleontologo e consulente, anch'egli ha visitato il Jurassic Park originale ed è sopravvissuto alla spedizione su Isla Sorna mostrata in Jurassic Park III (2001).[3]
- Kayla Watts, interpretata da DeWanda Wise: ex pilota dell'aeronautica militare statunitense che aiuta Owen e Claire nella loro missione.[4][5]
- Ramsay Cole, interpretato da Mamoudou Athie: responsabile delle comunicazioni della Biosyn Genetics e collaboratore di Lewis Dodgson, ma in segreto alleato di Ian Malcolm e del suo gruppo per smascherare Dodgson.[6]
- Maisie Lockwood, interpretata da Isabella Sermon: discendente genetica della figlia di Sir Benjamin Lockwood, Charlotte, cresciuta come sua nipote e affidata alle cure di Owen e Claire, è una quattordicenne coraggiosa, determinata e sensibile, che apprende da Owen il comportamento animale e aiuta i dinosauri che entrano nei territori umani.[7] Sermon interpreta anche la giovane Charlotte Lockwood, mentre Elva Trill ne interpreta la versione adulta.[8]
- Lewis Dodgson, interpretato Campbell Scott: miliardario CEO della Biosyn e mente dietro il rapimento di Maisie e Beta. È colui che assume Soyona Santos e Henry Wu per vendere dinosauri al mercato nero e creare una sciame di locuste ibride giganti. Scott sostituisce Cameron Thor, che aveva interpretato il personaggio in Jurassic Park (1993).[9]
- Henry Wu, interpretato da BD Wong: genetista capo dei programmi di clonazione dei dinosauri in Jurassic Park e Jurassic World. La madre di Maisie, Charlotte, era una sua collega.[10]
- Barry Sembène, interpretato da Omar Sy: ex addestratore di animali che ha lavorato con Owen a Jurassic World, ora agente dell'intelligence francese.[11][12]
- Franklin Webb, interpretato da Justice Smith: ex tecnico informatico di Jurassic World e attivista per i diritti dei dinosauri.[13]
- Zia Rodriguez, interpetato da Daniella Pineda: paleo-veterinaria e attivista per i diritti dei dinosauri.[13]

Scott Haze interpreta Rainn Delacourt, un bracconiere che cattura Maisie e Beta per conto della Biosyn. Dichen Lachman è Soyona Santos, una trafficante di dinosauri. Kristoffer Polaha è Wyatt Huntley, un agente della CIA infiltrato nella banda di Delacourt. Caleb Hearon è Jeremy Bernier, analista della CIA. Freya Parker è Denise Roberts, un'impiegata della Biosyn. Varada Sethu è Shira, un'agente del Dipartimento per la Pesca e la Fauna Selvatica. Dimitri "Vegas" Thivaios è un mercenario maltese.

## Produzione

### Sviluppo
Durante le prime conversazioni sullo sviluppo di Jurassic World (2015), il produttore esecutivo Steven Spielberg ha detto al regista Colin Trevorrow di essere interessato a realizzare più film. Nell'aprile 2014, Trevorrow ha annunciato che sequel di Jurassic World erano stati discussi. Ha detto che volevano creare qualcosa di «meno arbitrario ed episodico», che potesse «potenzialmente trasformarsi in una serie che sembrerebbe una storia completa».

### Sceneggiatura

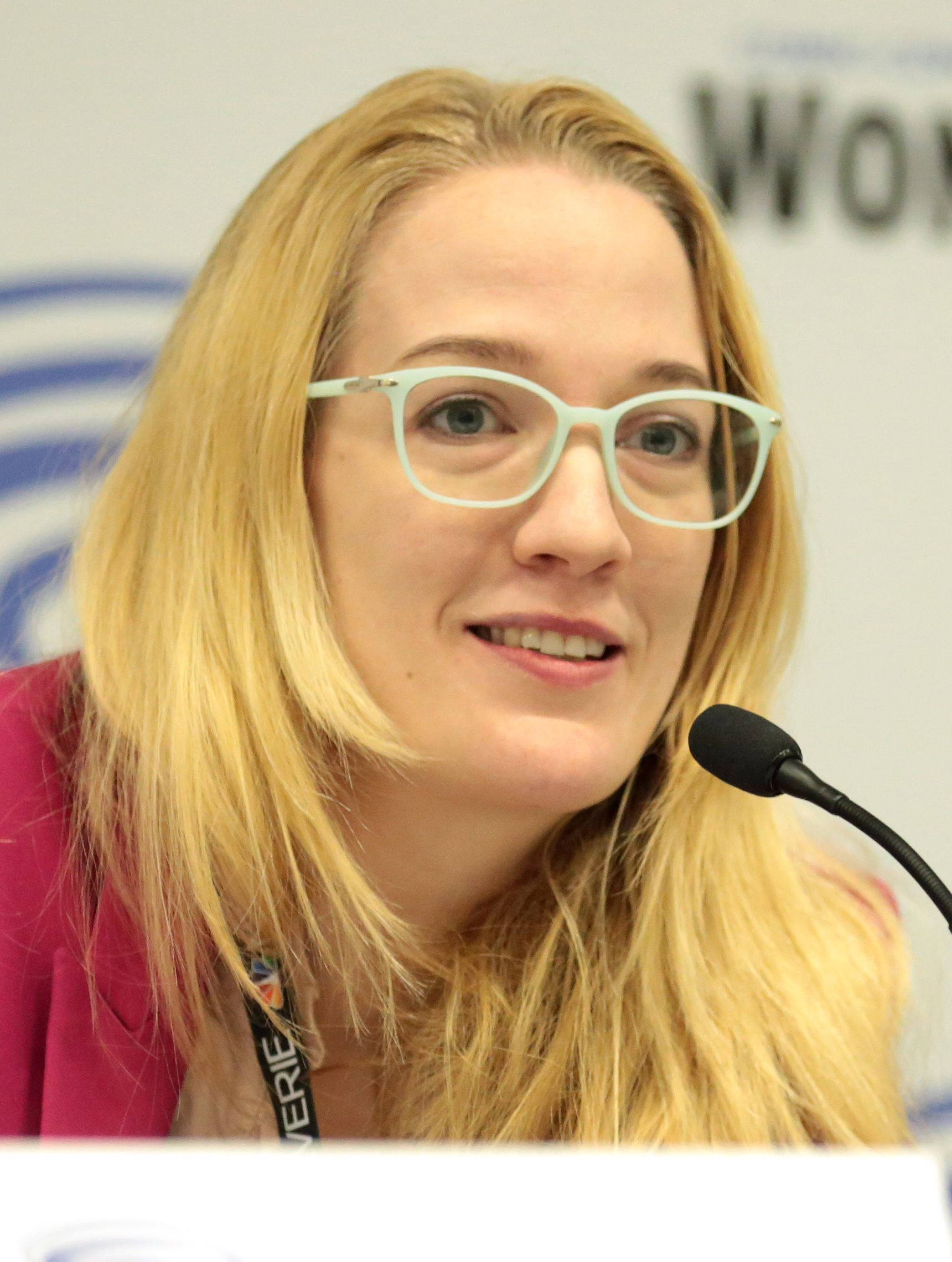
Emily Carmichael co-sceneggiatrice del film insieme a Trevorrow

Trevorrow incontrò Emily Carmichael nel 2015, dopo aver visto un suo cortometraggio. Colpito dalla sua scrittura di Pacific Rim - La rivolta (2018) e del remake di The Black Hole - Il buco nero, la scelse come co-sceneggiatrice di Jurassic World 3. I due stavano lavorando alla sceneggiatura già nell'aprile 2018. Trevorrow dichiarò che il terzo film sarebbe stato un "thriller scientifico", descrivendolo come il capitolo della trilogia di Jurassic World più vicino, per tono, a Jurassic Park (1993). A proposito del terzo capitolo e dei due precedenti, disse: «Ho sempre avuto in mente un film di dinosauri che avrei voluto vedere, e ci sono voluti due film per meritarmelo». In seguito, definì il film «una celebrazione di tutto ciò che la saga ha rappresentato fino a oggi» e lo paragonò alle saghe di Jason Bourne e James Bond.
Durante lo sviluppo di Jurassic World - Il regno distrutto, nel 2015, Trevorrow ipotizzò che la trama potesse includere l'idea dei dinosauri come tecnologia open-source: diverse entità nel mondo avrebbero potuto creare i propri dinosauri per scopi differenti. Scene e concetti legati all'integrazione dei dinosauri nel mondo moderno furono rimossi dalla sceneggiatura de Il regno distrutto, per essere conservati nel terzo film e mantenere la storia del secondo più focalizzata. Secondo il regista J. A. Bayona: «Ci furono momenti in cui pensammo: "questa è più una scena da Jurassic World 3", quindi le togliemmo dal copione. Alcune di quelle scene sembravano più adatte a un mondo in cui i dinosauri si fossero già diffusi ovunque. Colin, di tanto in tanto, veniva da me dicendo: "Vorrei che questo personaggio dicesse questa battuta, perché è un momento che rimanda a qualcosa che voglio usare in Jurassic 3"».

### Riprese
Le riprese hanno avuto inizio in Canada nel mese di febbraio del 2020. Il mese seguente, la produzione si è spostata in Inghilterra, per poi fermarsi, per motivi precauzionali, a causa dell'insorgere di casi legati alla pandemia di COVID-19. La produzione è ripresa a luglio 2020 e si è conclusa quattro mesi dopo, nel mese di novembre. Le location utilizzate per le riprese includono i Pinewood Studios in Inghilterra, la Columbia britannica in Canada e l'isola di Malta.
La produzione di Jurassic World - Il dominio è stata tra le prime a riprendere durante la pandemia da COVID-19, spianando la strada ad altre grandi produzioni che fino ad allora erano rimaste bloccate. La Universal Pictures ha stilato un documento di più di 100 pagine, in cui erano descritti i vari protocolli di sicurezza che hanno permesso di rimettere in moto la produzione.
John Schwartzman, direttore della fotografia, ritorna dopo aver lavorato con Trevorrow al primo Jurassic World.

### Effetti speciali
Per il film sono stati creati circa 18 animatroni di varie dimensioni, tutti realizzati dal designer John Nolan. Sono stati utilizzati anche animatroni e burattini parziali. Come nei film precedenti, la Industrial Light & Magic (ILM) ha realizzato le versioni in CGI degli animali. Gli animatroni e i pupazzi sono stati impiegati per le riprese ravvicinate con attori umani, mentre la CGI è stata utilizzata per determinati movimenti. La ILM ha scannerizzato modellini in bozzetto di ciascun dinosauro per creare le relative versioni digitali, successivamente passate al team di Nolan per finalizzare la realizzazione dei dinosauri. Nolan e ILM hanno condotto ricerche approfondite per simulare con accuratezza la resa delle piume sui dinosauri.
Il supervisore agli effetti speciali della ILM, David Vickery, ha elogiato il lavoro fatto della seconda unità diretto da Bradley per le sequenze a Malta, definendolo «molto rapido, instabile, frenetico, pieno di energia». Tuttavia, ha anche osservato che uno stile simile «va contro tutto ciò che si cerca di ottenere con gli effetti visivi». Parlando ancora della sequenza ambientata a Malta, ha sottolineato che «mostrare creature alla luce del giorno, in pieno sole, è una delle sfide più difficili da affrontare».
Quando gli effetti visivi erano quasi finiti, Trevorrow ha proiettato il film quasi finito per amici e fan di Jurassic Park per ottenere feedback ed eventualmente apportare miglioramenti. Trevorrow ha detto che questa parte è stato un «processo molto più coinvolgente con il pubblico».

### Post-produzione
Dopo la fine delle riprese, Trevorrow ha lavorato alla post-produzione in un fienile riconvertito dietro casa sua nel Regno Unito. L'uscita del film era stata ritardata di un anno a causa della pandemia, consentendo a Trevorrow di lavorare sugli effetti visivi, sul missaggio del suono e sulla colonna sonora come processi separati (a differenza della maggior parte dei film).
Il 6 novembre 2021, circa un anno dopo la fine delle riprese, il regista ha annunciato sui social che anche la fase di post-produzione del film è stata completata. Con una durata di due ore e 26 minuti, è il film più lungo del franchise di Jurassic Park. Inizialmente era di due ore e 40 minuti, suscitando preoccupazione da parte dello studio sul fatto che gli spettatori non avrebbero guardato un film così lungo durante la pandemia. Trevorrow ha poi lavorato per effettuare tagli alla versione cinematografica a meno 21⁄2, anche se ha espresse interesse a distribuire una versione estesa con il filmato originale.

### Scene eliminate
Molte scene girate sono state eliminate dal montaggio cinematografico e insieme al prologo (pubblicato in anteprima l'anno prima) sono state aggiunte nell'edizione estesa del film.
Circa 14 minuti sono stati rimossi dal taglio cinematografico, inclusi cinque minuti che sono stati pubblicati online come prologo. Altre scene eliminate includono un combattimento tra un Oviraptor e un Lystrosaurus al mercato nero e un confronto di due minuti tra Ramsay e Dodgson. La versione home video include una edizione estesa con le scene eliminate ripristinate; Trevorrow preferiva la versione estesa, in quanto visione originale della pellicola.

### Creature protagoniste

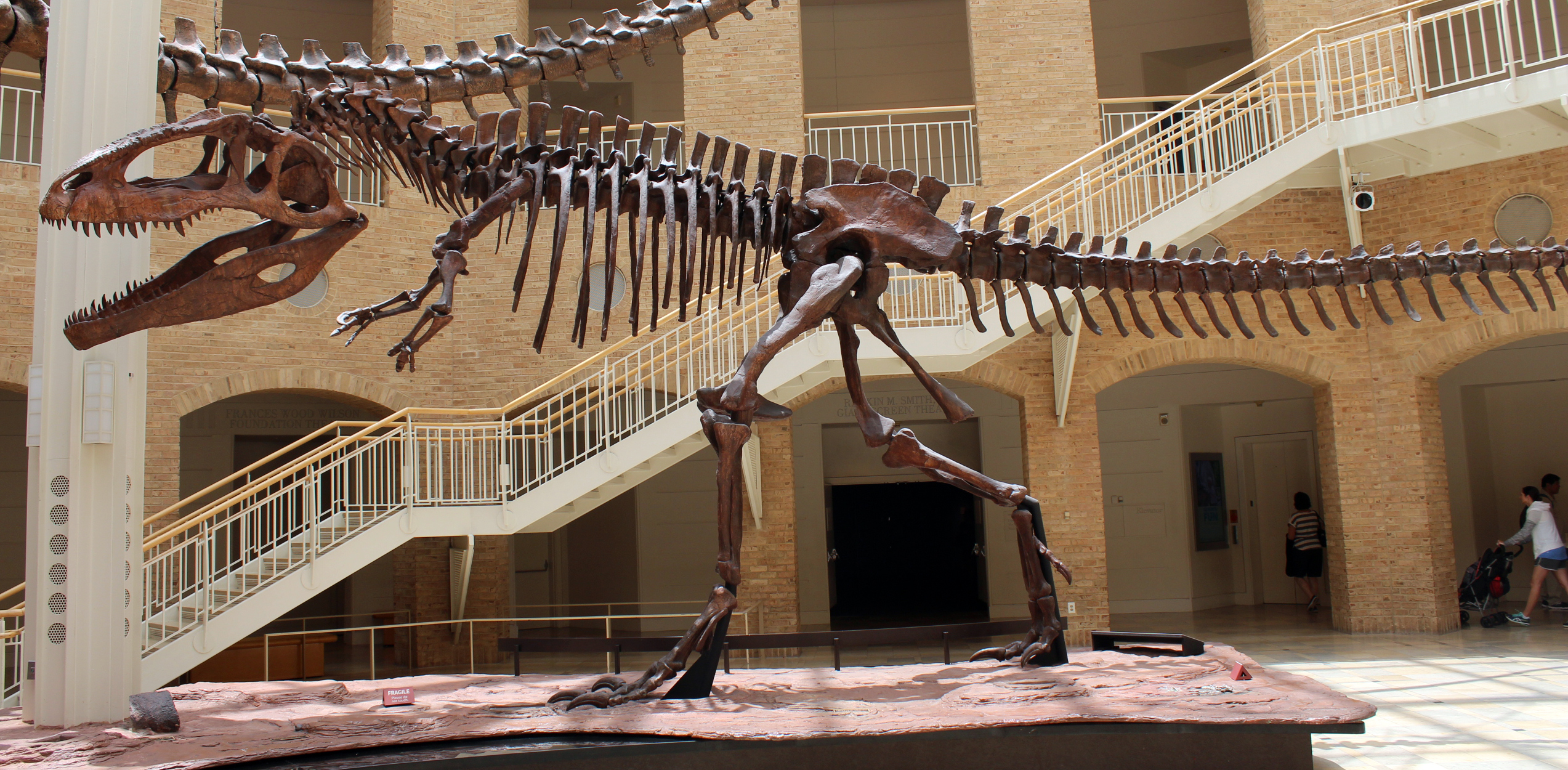
Giganotosaurus il dinosauro antagonista del film

Nel film sono presenti oltre 35 specie di dinosauri. Sono stati utilizzati più dinosauri animatronici rispetto ai precedenti film della trilogia di Jurassic World. Lo storico paleontologo Jack Horner, il quale ha lavorato a tutti i film precedenti della saga è tornato, insieme al paleontologo Steve Brusatte, entrambi sono stati scelti come consulenti scientifici per il film. Trevorrow voleva trovare un equilibrio tra realismo e un tipo di paura spettacolare da film.
Jurassic Park III aveva già mostrato dei Velociraptor con penne lungo la testa, ma Il dominio (insieme a un prologo di cinque minuti) introduce per la prima volta nella saga dei dinosauri piumati. Nella trama dei film precedenti, i dinosauri erano stati creati dalla InGen e modificati parzialmente con DNA di rana, per giustificare le incongruenze nel loro aspetto. Nel film, i dinosauri piumati vengono introdotti attraverso tecniche più avanzate sviluppate dalla Biosyn. Tra questi figurano il Pyroraptor e il Therizinosaurus, oltre a un T. rex piumato presente nel prologo. Trevorrow ha voluto che l'incontro tra Claire e il Therizinosaurus fosse una scena "silenziosa, statica e carica di suspense", più vicina allo stile del primo Jurassic Park che non alle sequenze d'azione tipiche della trilogia di Jurassic World. Ha inoltre osservato che Claire "non aveva mai avuto nemmeno una scena in cui fosse da sola con un dinosauro".
Il dinosauro antagonista principale del film è un Giganotosaurus, che Trevorrow aveva volutamente tenuto da parte per l'ultimo capitolo della trilogia, mettendolo in contrasto con il T. rex già visto nei film precedenti. Riguardo al Giganotosaurus, il regista ha dichiarato: «Volevo qualcosa che ricordasse il Joker. Vuole solo vedere il mondo bruciare». Lo scontro tra i due dinosauri è stato scritto da Trevorrow, che lo ha girato principalmente dal punto di vista umano, con l'intento di farlo sembrare "qualcosa che stava accadendo davvero intorno allo spettatore". È stato realizzato un animatrone del Giganotosaurus, che Nolan ha definito «probabilmente la sfida più grande» per il suo team. Il modello avrebbe richiesto sei mesi per essere completato, ma la squadra ne aveva a disposizione solo quattro. Trevorrow aveva inizialmente intenzione di riutilizzare l'animatrone del T. rex costruito per Il regno distrutto, ma il modello si era deteriorato (cosa comune negli animatroni).
Nel film compare anche il Dimetrodon, un sinapside vissuto prima dei dinosauri. Sebbene la creatura fosse già apparsa nel merchandising del franchise, Il dominio segna il suo debutto cinematografico. Un altro nuovo animale è l'Atrociraptor, che Trevorrow ha descritto come più brutale rispetto ai Velociraptor. I dinosauri ibridi che avevano avuto un ruolo centrale nei precedenti film della trilogia, non compaiono in questo, poiché secondo Trevorrow il concetto aveva ormai «esaurito la sua funzione narrativa». Tra i dinosauri di ritorno c'è il Dilophosaurus, che riappare per la prima volta dall'originale Jurassic Park. Come in quell'occasione, per ricrearlo non è stata usata alcuna CGI: è l'unico dinosauro del film privo di un modello digitale. Nolan ha inoltre creato degli animatroni di locuste lunghi circa 76 centimetri.

## Colonna sonora
La colonna sonora del film è stata composta da Michael Giacchino, il quale aveva già composto le colonne sonore di Jurassic World e Jurassic World - Il regno distrutto. Le registrazioni si sono tenute presso gli Abbey Road Studios in Inghilterra tra l'aprile ed il maggio del 2021.

### Tracce
Musiche di Michael Giacchino.
1. Jurassi-logos/Dinow This – 2:31
2. A Dinosaur in the Ranching Business – 3:08
3. It's Like Herding Parasaurolophus – 2:46
4. Upsy-Maisie – 1:42
5. Clonely You/The Hunters Become the Hunted – 2:37
6. The Campfire in Her Soul – 1:45
7. Hay of the Locusts – 1:11
8. A Sattler State of Affairs/Alan for Granted /Sattler? I Barely Know Her – 2:42
9. The Wages of Biosyn – 3:49
10. Free-Range Kidnapping – 4:32
11. A-Biosyn' We Will Go – 3:53
12. This Dodgson Burns Bright/The Maltese Dragons – 4:55
13. You're So Cute When You Smuggle – 4:27
14. In Contempt of Delacourt/Dance of the Atrociraptors – 5:24
15. Da Plane and Da Cycle – 2:35
16. You're Making Me Feel Wu-zy – 4:09
17. The Geneticist's Gambit/Cicadian Rhythms – 6:14
18. Therizinosaurus Will Be Blood/Land of the Frost – 4:02
19. A Dimetrodon a Dozen – 4:14
20. She Shoots, She Scorches – 3:12
21. Giganotosaurus On Your Life – 1:52
22. Ladder and Subtract/What's Your Major Malcolm Function/Six Degrees of Evacuation – 3:49
23. Ramsay's the Second No More – 2:48
24. Gotta Shut Down the Blah Blah Blah – 1:39
25. Girls Can Alpha Too – 1:26
26. Saliva and Kicking – 1:50
27. Wu-ing for Redemption – 3:35
28. Battle Royale with Reprise/Six Days Seven Denouements – 1:38
29. A-O-Kayla – 1:38
30. All the Jurassic World's a Rage – 2:43
31. Larry Curly and MOE – 2:06
32. Suite, Suite Dino Revenge – 8:59

Durata totale: 103:51

## Promozione
(Tagline del film)

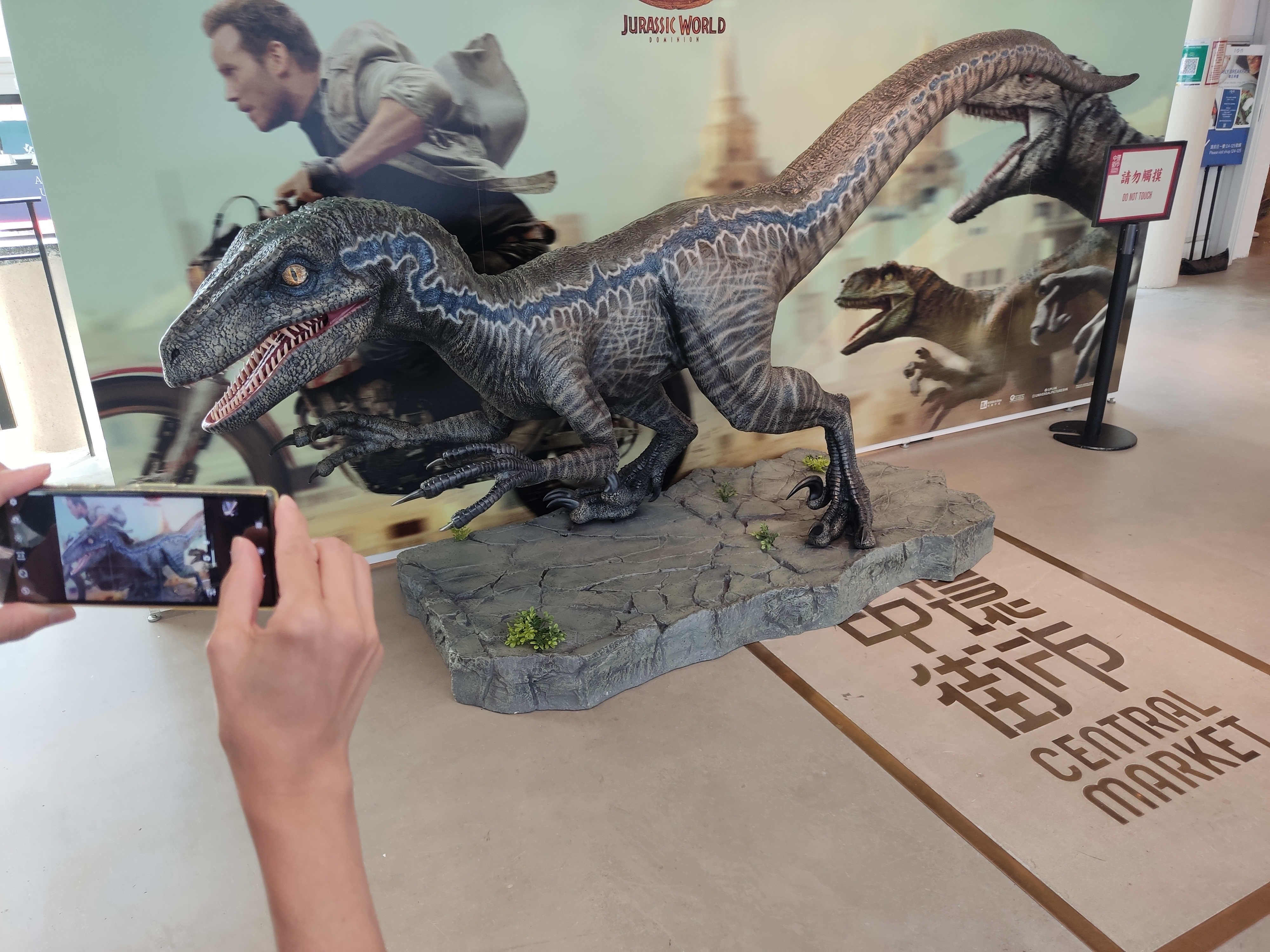
Statua promozionale del film a Hong Kong raffigurante il Velociraptor Blue

Un prologo di circa cinque minuti, mostrato prima di ogni proiezione di Fast & Furious 9 - The Fast Saga in IMAX, ha debuttato il 25 giugno 2021 in più di 40 paesi, per incentivare il pubblico a ritornare nelle sale cinematografiche durante la pandemia. Il prologo è stato successivamente pubblicato online il 23 novembre 2021 come cortometraggio e video promozionale atto a pubblicizzare Jurassic World - Il dominio. È il secondo cortometraggio live-action di Jurassic Park, dopo Battle at Big Rock (2019). Il prologo comprende una sequenza ambientata durante il Cretaceo, raffigurante vari dinosauri nei loro habitat naturali. La sequenza è stata girata sull'isola di Socotra, parte dello Yemen. Il prologo include anche una sequenza moderna, girata in Inghilterra e ambientata in California, in cui un Tyrannosaurus rex terrorizza un cinema drive-in mentre sfugge alla cattura.

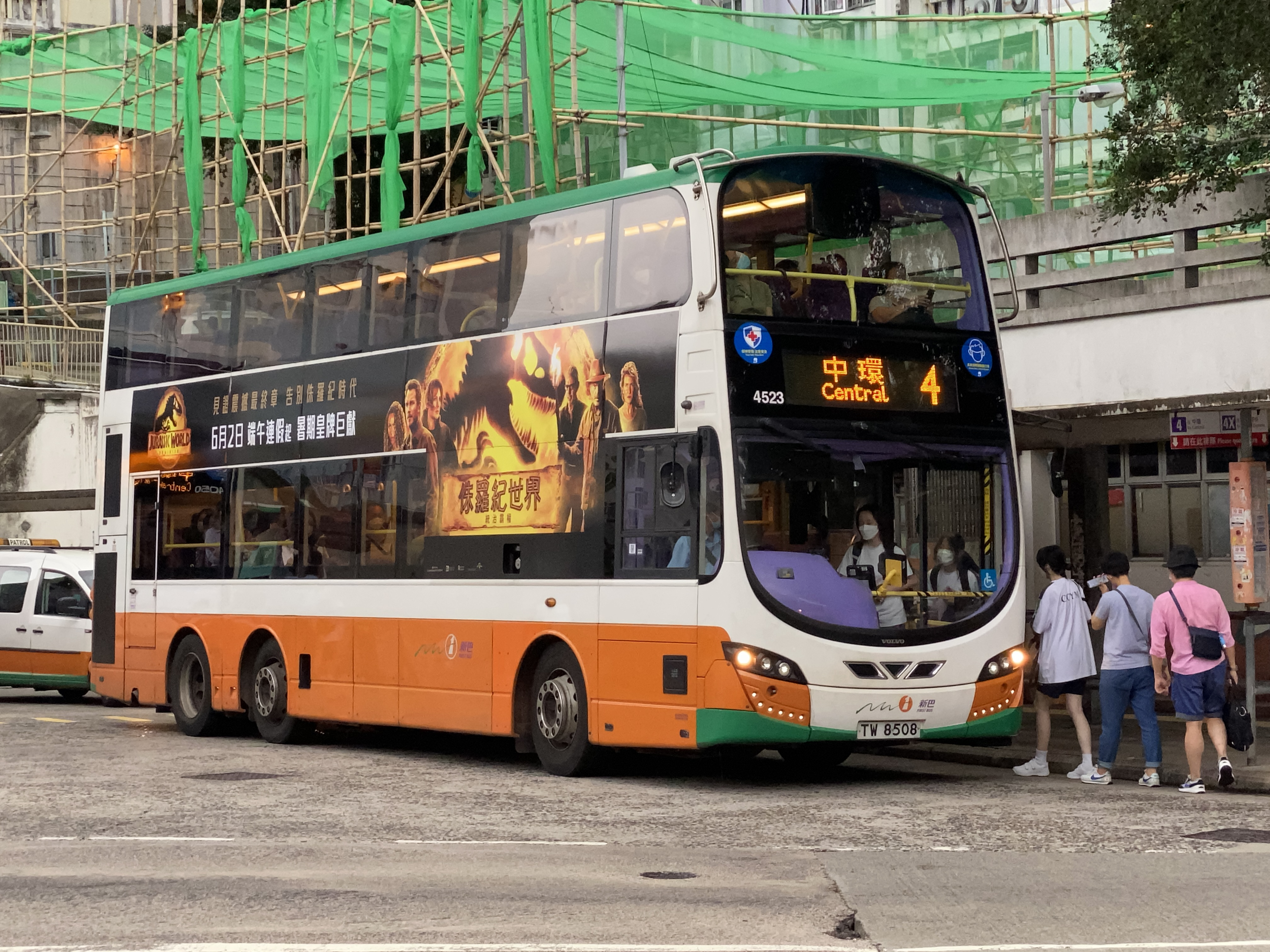
La pubblicità del film su un autobus

Una prima immagine tratta dal film è stata pubblicata il 6 dicembre 2021 dalla testata giornalistica Total Film, in cui Claire Dearing, personaggio interpretato da Bryce Dallas Howard, è immersa nel guano, nel tentativo di sfuggire a un Therizinosaurus che la sta braccando. Un'altra immagine, raffigurante Owen Grady, interpretato da Chris Pratt, è stata pubblicata il 15 dicembre 2021 da Entertainment Weekly. Una terza immagine, pubblicata il 20 dicembre 2021 da Empire, ritrae Owen Grady intento a fuggire da un Atrociraptor, nuova specie introdotta nel film, a bordo di una moto da cross per le strade di La Valletta. Una quarta immagine, pubblicata il 7 gennaio 2022 da USA Today, mostra i personaggi Kayla (DeWanda Wise) e Owen (Chris Pratt) in un ambiente innevato.
Il primo trailer ufficiale del film è stato pubblicato il 10 febbraio 2022, circa quattro mesi prima dell'uscita del film nelle sale. Il secondo trailer ufficiale è stato distribuito online il 28 aprile 2022. Il 10 maggio 2022, circa un mese prima dell'uscita, la Universal Pictures ha pubblicato il sito web del Dipartimento della Fauna Selvatica Preistorica (DPW), un'organizzazione globale fittizia che pubblica report sui vari avvistamenti di dinosauri nel mondo.

## Distribuzione

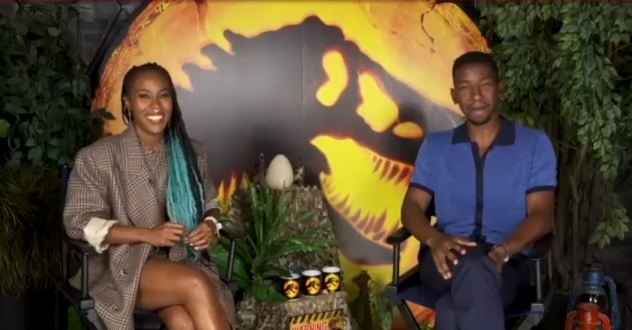
DeWanda Wise e Mamoudou Athie durante un'intervista promozinale

Il film doveva inizialmente uscire l'11 giugno 2021, ma a causa della pandemia di Covid-19 venne rimandata l'uscita di un anno.
È stato presentato per la prima volta in anteprima il 23 maggio 2022 a Città del Messico. È stato distribuito internazionalmente nelle sale il 1º giugno in Messico e Corea del Sud. La data di uscita italiana, inizialmente prevista per il 9 giugno 2022, è stata anticipata al 2 giugno dalla Universal Pictures, per poter sfruttare al meglio il giorno della Festa della Repubblica Italiana. Il film è uscito negli Stati Uniti il 10 giugno.

### Edizione italiana
L'edizione italiana del film è stata curata dalla Universal Pictures International Italy con la direzione del doppiaggio da parte di Sandro Acerbo e l'adattamento dei dialoghi da parte di Marco Mete, entrambi assistiti da Silvia Ferri. Il doppiaggio italiano e la sonorizzazione della pellicola, invece, sono stati eseguiti dalla CDC Sefit Group.
Tale edizione incluse dei cambiamenti nel doppiaggio del film: Massimo Rossi sostituisce Simone Mori (doppiatore di Barry Sembène nel primo e nel terzo film) come doppiatore di Lewis Dodgson interpretato da Campbell Scott (il quale ha sostituito a sua volta Cameron Thor durante il recasting), Andrea Lavagnino subentra a Loris Loddi come doppiatore del Dr. Henry Wu, che aveva doppiato il medesimo personaggio in Jurassic World - Nuove avventure e Luna Iansante sostituisce Sara Tesei (la quale ha doppiato Charlotte Lockwood da giovane) come doppiatrice di Maisie Lockwood a causa dell'età di Isabella Sermon.

### Edizioni home video
Il film è stato distribuito per l'acquisto e il noleggio digitale il 14 luglio 2022, mentre le edizioni in 4K Ultra HD, Blu-ray e DVD sono uscite il 16 agosto. La versione home video include un'edizione estesa del film, con 14 minuti di scene tagliate reintegrate, portando la durata complessiva a 161 minuti.
Negli Stati Uniti, le versioni cinematografica ed estesa del film hanno debuttato il 2 settembre 2022 sulla piattaforma Peacock di Universal, nell'ambito di un accordo di 18 mesi che prevede il passaggio del film su Amazon Prime Video per un periodo di 10 mesi, prima di tornare su Peacock per gli ultimi quattro mesi. Al termine di questo accordo, il film verrà trasmesso su Starz, in base al contratto di licenza Post Pay-One siglato tra Universal e la rete.
In Europa, il film ha debuttato in televisione tra dicembre 2022 e gennaio 2023 su Sky nel Regno Unito, in Italia e in Germania, su Canal+ in Francia e su Movistar Plus+ in Spagna. È stato inoltre reso disponibile in streaming su SkyShowtime in Portogallo a partire dal 22 gennaio 2023, diventando anche uno dei titoli di lancio della piattaforma in Europa centrale e orientale il 14 febbraio 2023. In Australia, il film è approdato su Netflix il 1º gennaio 2023.

## Accoglienza

### Incassi
A fronte di un budget di 265 milioni di dollari, il film ha incassato 376851080 $ in Nord America e 625127000 $ nel resto del mondo, per un totale di 1001978080 $, divenendo il secondo film nel 2022 a raggiungere la quota del miliardo dopo Top Gun: Maverick; si è inoltre classificato al 50º posto della lista dei film con maggiori incassi nella storia del cinema e 49° tra i maggiori incassi negli Stati Uniti, fino all'uscita di Avatar - La via dell'acqua che, superando il miliardo, tolse il film dalla lista.

### Critica
Il film ha ricevuto recensioni negative da parte della critica. Sull'aggregatore di recensioni Rotten Tomatoes ha un indice di gradimento del 29% basato su 405 recensioni, con un voto medio di 4,8 su 10; il consenso critico del sito afferma: «Jurassic World - Il dominio potrebbe essere un po' un miglioramento rispetto ai suoi immediati predecessori per alcuni aspetti, ma questo franchise ha fatto molta strada rispetto al suo inizio classico». Su Metacritic ottiene un punteggio di 38 su 100 basato su 60 recensioni. È il film del franchise con il punteggio più basso su entrambi i siti.
Michael Phillips del Chicago Tribune ha assegnato al film due stelle su quattro, definendolo il capitolo più debole del franchise, criticandone i dialoghi e descrivendo i personaggi di Owen e Claire come «sottilmente concepiti». Per Rolling Stone, David Fear ha scritto che, rispetto all'originale Jurassic Park, «Il dominio sembra, nella migliore delle ipotesi, un obbligo contrattuale, e nella peggiore, un tentativo fallito di spremere fino all'ultima goccia un marchio ormai esausto». In una recensione di Variety si legge: «Dei tre film della trilogia Jurassic World, Il dominio è il meno sciocco e il più divertente. Ma non è un grande complimento. I personaggi umani di questa saga del "smettila di chiederti se dovresti" non sono mai stati particolarmente interessanti, e non c’è motivo per cui dovremmo fidarci di Trevorrow affinché li renda improvvisamente tali». Linda Marric del Jewish Chronicle ha assegnato al film due stelle su cinque, scrivendo: «Nel complesso, e a parte alcune buone interpretazioni, Il dominio fallisce su quasi tutti i fronti, proponendo una storia troppo assurda persino per un franchise che chiede agli spettatori di sospendere l’incredulità da oltre trent'anni».
L'edizione estesa del film ha ricevuto recensioni lievemente più positive. Samantha Coley di Collider l'ha apprezzata per aver aggiunto maggiore profondità alla trama e per aver corretto «alcuni problemi di montaggio piuttosto goffi». John Orquiola di Screen Rant ha elogiato l'edizione estesa per il reinserimento del prologo e di numerosi momenti dedicati ai personaggi. Jesse Hassenger di Polygon ne ha consigliato la visione, pur osservando che le scene aggiuntive mettono in evidenza sia i punti di forza sia le debolezze del film: «le parti con i dinosauri sono divertenti, mentre quelle con gli esseri umani restano piuttosto deboli».
Riguardo all'accoglienza negativa della critica, Goldblum ha dichiarato: «Mi sono divertito tantissimo. Ho adorato lavorarci e cercare di renderlo un buon film. Credo che abbia incassato molto. Ma, sai... [ride] Ognuno ha la propria opinione. Fare un buon film è davvero difficile».

## Riconoscimenti
- 2022 – Saturn Award
  - Candidatura al miglior film di fantascienza
  - Candidatura ai migliori effetti speciali
- 2023 – Kids' Choice Award
  - Candidatura al film preferito
  - Candidatura all'attore cinematografico preferito a Chris Pratt
- 2022 – People's Choice Award
  - Candidatura al film preferito
  - Candidatura alla star preferita in un film d'azione del 2022 a Chris Pratt
  - Candidatura al film d'azione preferito del 2022
  - Candidatura alla star maschile preferita in un film del 2022 a Chris Pratt
- 2022 – Razzie Award
  - Candidatura alla peggior attrice a Bryce Dallas Howard
  - Candidatura al peggior prequel, remake, rip-off o sequel
  - Candidatura alla peggior sceneggiatura a Colin Trevorrow, Emily Carmichael e Derek Connolly

## Sequel
Jurassic World - Il dominio conclude la seconda trilogia cinematografica (e la saga iniziata nella trilogia originale), tuttavia il produttore Frank Marshall non ha escluso la possibilità di film futuri. Nel gennaio 2022, ha detto: «Ci siederemo e vedremo quale è il futuro».
A gennaio 2024 la rivista The Hollywood Reporter ha rivelato che un nuovo film è attualmente in fase di sviluppo, la cui data di uscita è prevista per il 2 luglio 2025, vedrà un nuovo cast e la sceneggiatura sarà scritta da David Koepp, che aveva già lavorato ai primi due film del franchise. Il 21 febbraio 2024 è stato rivelato che la regia sarà affidata a Gareth Edwards. Il 29 agosto viene confermato il titolo ufficiale del film, Jurassic World - La rinascita (Jurassic World Rebirth), viene inoltre mostrato il logo e alcune foto del film con Scarlett Johansson e Mahershala Ali.